# 바저우구

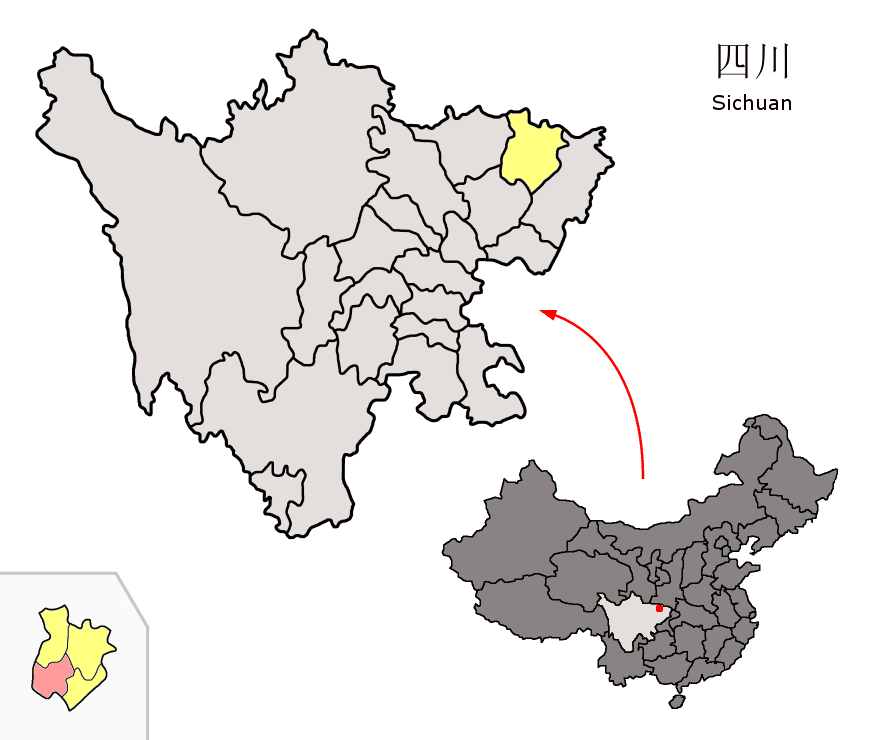
바저우 구의 위치

바저우구(한국어: 파주구, 중국어: 巴州区, 병음: Bāzhōu Qū)는 중화인민공화국 쓰촨성 바중 시의 현급 행정구역이다. 넓이는 2566km2이고, 인구는 2007년 기준으로 1,330,000명이다.

## 기후
연평균 기온은 17℃이고 연평균 강수량은 1100mm이다.

## 행정 구역
4개 가도, 23개 진, 25개 향을 관할한다.
- 가도: 东城街道, 西城街道, 回风街道, 江北街道.
- 진: 巴州镇, 清江镇, 兴文镇, 水宁寺镇, 恩阳镇, 曾口镇, 梁永镇, 渔溪镇, 三河场镇, 青木镇, 鼎山镇, 大罗镇, 玉山镇, 茶坝镇, 观音井镇, 花丛镇, 柳林镇, 下八庙镇, 化成镇, 三汇镇, 上八庙镇, 三江镇, 枣林镇.
- 향: 光辉乡, 花溪乡, 大和乡, 白庙乡, 关渡乡, 金碑乡, 羊凤乡, 凤溪乡, 龙背乡, 三星乡, 关公乡, 舞凤乡, 双胜乡, 群乐乡, 万安乡, 尹家乡, 九镇乡, 兴隆场乡, 石城乡, 平梁乡, 凌云乡, 寺岭乡, 梓橦庙乡, 玉井乡, 义兴乡.